# Скуртянка
Скуртя́нка (Ску́рта) — річка в Україні, в межах Одеського району Одеської області. Ліва притока Дністра (впадає у Дністровський лиман).

## Опис і розташування
Довжина 4,6 км (у межах смт Овідіополя — 4 км), площа водозбірного басейну 57,4 км². Скуртянка бере початок у балці Скурті, яка простягається майже на 15 км на північ/північний захід. Тече на південь, впадає до Дністровського лиману біля центральної частини Овідіополя. 
Річка є періодично пересихаючим водотоком, що характерно для Причорноморської низовини. Береги та русло річки значною мірою розорані.

## Притоки
- Балка Аджидирка - права. Починається на північний схід від с. Калаглія, тече переважно на південний схід, впадає в Скуртянку в Овідіополі[1][2].